# Dypterygia minorata
Dypterygia minorata là một loài bướm đêm trong họ Noctuidae.